# Барнетт, Сэмюэл
Сэ́мюэл Ба́рнетт (англ. Samuel Barnett, род. 25 апреля 1980) — английский актёр. Двукратный номинант на премию «Тони».

## Ранние годы
Барнетт родился в Уитби. Он является одним из пятерых детей в семье. Барнетт с детства занимался актёрским мастерством и окончил Лондонскую академию музыкального и драматического искусства.

## Карьера
Барнетт наиболее известен по ролям Ренфилда в третьем сезоне телесериала «Страшные сказки» и Дирка Джентли в телесериале «Холистическое детективное агентство Дирка Джентли».

## Личная жизнь
Барнетт — гей. Он состоит в отношениях с Адамом Пенфордом.

## Фильмография

### Кино
| Год  | Название на русском           | Название на английском | Роль              | Примечания |
| ---- | ----------------------------- | ---------------------- | ----------------- | ---------- |
| 2005 | Миссис Хендерсон представляет | Mrs Henderson Presents | Пол               |            |
| 2006 | Любители истории              | The History Boys       | Познер            |            |
| 2009 | Яркая звезда                  | Bright Star            | Джозеф Северн     |            |
| 2012 | Любовь завтра                 | Love Tomorrow          | Кэл               |            |
| 2015 | Восхождение Юпитер            | Jupiter Ascending      | адвокат Боб       |            |
| 2015 | Леди в фургоне                | The Lady in the Van    | безработный актёр |            |

### Телевидение
| Год       | Название на русском                               | Название на английском                    | Роль                               | Примечания                  |
| --------- | ------------------------------------------------- | ----------------------------------------- | ---------------------------------- | --------------------------- |
| 2001      | Любовь на шестерых                                | Coupling                                  | продавец в секс-шопе               | My Dinner in Hell           |
| 2002      | Инспектор Линли расследует                        | The Inspector Lynley Mysteries            | Брайан Бирн                        | Well-Schooled in Murder     |
| 2002-2003 | Секретные материалы Стрейнджа                     | Strange                                   | помощник каноника Доддингтон       | 7 эпизодов                  |
| 2003      | Врачи                                             | Doctors                                   | Чарли Эмброуз                      | All an Illusion             |
| 2003      | По-королевски                                     | The Royal                                 | Джо Стиплс                         | Poison                      |
| 2006      | Американское приключение                          | American Experience                       | одноклассник Филипа Гамильтона     | Александр Гамильтон         |
| 2007      |                                                   | Wilfred Owen: A Remembrance Tale          | Уилфред Оуэн                       | ТВ фильм                    |
| 2007      | Джон Адамс                                        | John Adams                                | Томас Бойлстон Адамс               | 4 эпизода                   |
| 2008-2009 | Славные люди                                      | Beautiful People                          | взрослый Саймон Дунан / рассказчик | 12 эпизодов                 |
| 2008      | Мрачный дом                                       | Crooked House                             | Билли                              | 2 эпизода                   |
| 2009      | Отчаянные романтики                               | Desperate Romantics                       | Джон Милле                         | 6 эпизодов                  |
| 2009      | Мисс Марпл Агаты Кристи                           | Agatha Christie’s Marple                  | сержант Тиддлер                    | И, треснув, зеркало звенит… |
| 2011      | Две пинты лагера и упаковка чипсов                | Two Pints of Lager and a Packet of Crisps | Леонард                            | 2 эпизода                   |
| 2012      | Двадцать двенадцать                               | Twenty Twelve                             | Дэнни                              | 5 эпизодов                  |
| 2015      | Грешники                                          | Vicious                                   | молодой Стюарт                     | Flatmates                   |
| 2015      |                                                   | Not Safe for Work                         | Натаниэл                           | 6 эпизодов                  |
| 2016      | Индевор                                           | Endeavour                                 | Энтони Донн                        | Ride                        |
| 2016      | Страшные сказки                                   | Penny Dreadful                            | Ренфилд                            | 7 эпизодов                  |
| 2016—2017 | Холистическое детективное агентство Дирка Джентли | Dirk Gently’s Holistic Detective Agency   | Дирк Джентли                       | 18 эпизодов                 |

### Радио
- Расследования Лавкрафта — Чарльз Декстер Вард (2019)

## Награды и номинации
| Год  | Награда                              | Категория                                 | Работа             | Результат | Прим.  |
| ---- | ------------------------------------ | ----------------------------------------- | ------------------ | --------- | ------ |
| 2002 | Evening Standard Award               | Самый многообещающий дебют                | «Женитьба Фигаро»  | Номинация | [ 5 ]  |
| 2005 | Премия Лоренса Оливье                | Лучшая роль второго плана                 | «Любители истории» | Номинация | [ 6 ]  |
| 2006 | Тони                                 | Лучшая мужская роль второго плана в пьесе | «Любители истории» | Номинация | [ 7 ]  |
| 2006 | Драма Деск                           | Лучший актёр в спектакле                  | «Любители истории» | Победа    | [ 8 ]  |
| 2006 | Премия британского независимого кино | Самый многообещающий дебют                | «Любители истории» | Номинация | [ 9 ]  |
| 2014 | Тони                                 | Лучший актёр в пьесе                      | «Двенадцатая ночь» | Номинация | [ 10 ] |